# Islamabad
Islamabad je glavni grad države Pakistan. Leži u predgorju Himalaje (ravnjak Potwar) na visini od 450 do 600 metara, Gradnja je započeta 1961., oko 14 kilometara od privremenog glavnog grada Rawalpindija. Planski se gradi; uz suvremenu arhitekturu zastupani su elementi islamske arhitekture. Veliki plan izgradnje grada dijeli grad u osam velikih zona: administrativna, diplomatska, stambena, komercijalna, industrijska, obrazovna, ruralna i zelena. Grad je uvršten u svjetske gradove s vrlo visokim razvojnim indeksom.  U gradu postoji 12 sveučilišta te je jedan od najsigurnijih pakistanskih gradova. Grad ima veliki sustav nadzornih kamera s oko 1900 uređaja raspoređenih diljem grada. 
Islamabad je najskuplji grad u Pakistanu te u njemu žive ljudi srednje i više ekonomske klase. Urbano područje Islamabada ima oko 1 milijun stanovnika te je deveti po veličini grad u Pakistanu. 